# Denkmal für die Opfer des Eisenbahnunfalls von Visletto

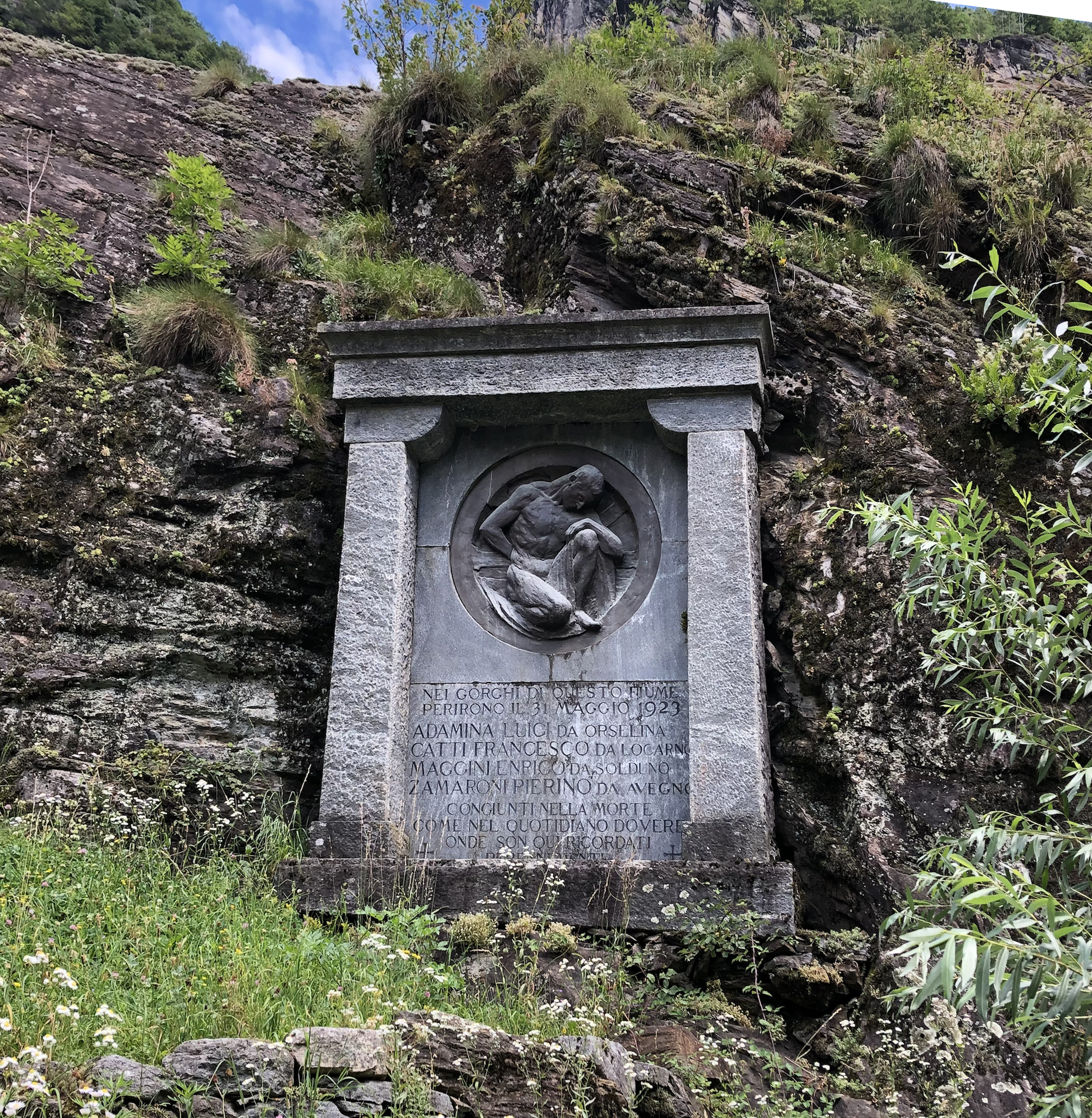
Das Denkmal (2024)

Das Denkmal für die Opfer des Eisenbahnunfalls von Visletto (italienisch Monumento alle vittime di Visletto) steht in Cevio in der Schweiz und ist ein Werk von Paolo Mariotta und Remo Rossi. Es wurde 1931, acht Jahre nach dem Eisenbahnunfall von Visletto mit vier Toten, eingeweiht.

## Hintergrund
Am 30. Mai 1923 fuhr im Weiler Visletto ein Militärlastwagen ungebremst in die Lokomotive eines Güterzugs. Durch die Macht des Aufpralls brach die Kupplung, die Lokomotive entgleiste und stürzte in die tosende Maggia. Alle vier darin befindlichen Bahnarbeiter, der Lokomotivführer Adamina, der Begleitmechaniker Zamaroni und die beiden Bremser Maggini und Catti, ertranken. Der Fahrer des Lkws wurde 1925 vom Geschworenengericht des Bezirks Cevio verurteilt, 1928 aber von der Bundesversammlung auf Antrag des Bundesrates begnadigt. Der gefährliche Bahnübergang war zum Unfallzeitpunkt nicht gesichert.

## Geschichte des Denkmals

### Projektierung
Am 17. April 1927 wurde in Bellinzona das Denkmal für die Opfer des Eisenbahnunfalls von Bellinzona eingeweiht, worauf der Ruf laut wurde, auch den vier Verunglückten von Visletto ein Monument zu stiften. Im Januar 1930 konstituierte sich ein Denkmalkomitee. Präsident war der Unterforstinspektor Attilio Bizzini. Finanziert wurde das Projekt durch öffentliche Spenden, insbesondere aus dem Maggiatal und dem Raum Locarno. Im November 1930 schrieb das Komitee einen öffentlichen Wettbewerb zur Erlangung von Entwürfen aus, den der Architekt Paolo Mariotta (1905–1972) und der Bildhauer Remo Rossi (1909–1982) gewannen.

### Einweihung
Das Denkmal wurde am 7. Juni 1931 im Beisein von etwa 500 Personen eingeweiht. Anwesend waren auch die Witwen, Söhne und Angehörigen der vier Opfer, Vertreter der Politik, die beiden Künstler Mariotta und Rossi und zahlreiche Eisenbahner. Die Eisenbahndirektion gewährte für den Anlass kostenfreie Hin- und Rückfahrt. Weil an den Bahnhöfen Locarno S. Antonio und Ponte Brolla bereits etwa 250 Personen in den ersten Nachmittagszug zustiegen, konnten an den Stationen im Maggiatal keine Fahrgäste mehr aufgenommen werden, obwohl jeweils grosse Menschenmengen warteten. Um 14:40 Uhr langte der Zug in Visletto an. Um 14:45 Uhr begann die Zeremonie. Der Propst von Cevio, Don Signorotti, sprach ein Gebet und segnete das Denkmal. Die offizielle Eröffnungsrede hielt Valente Bernasconi, die Gedenkrede Giuseppe Zoppi. Dann überreichte der Komiteepräsident Attilio Bizzini das Monument der Gemeinde Cevio, in deren Namen es der Vizebürgermeister Mario Calanchini in Empfang nahm und gelobte, es mit grösstmöglicher Sorgfalt zu pflegen. Die Eisenbahnermusikkapelle aus Muralto, die eigens angereist war, spielte Chopins Trauermarsch. Zum Schluss sprach Edoardo Zeli, der Sekretär der Tessiner Sektion der Gewerkschaft des Verkehrspersonals, und Americo Zamaroni, der Bruder eines Opfers, bedankte sich im Namen der Angehörigen. Um 16:00 Uhr wurde die Veranstaltung geschlossen, und die Festgemeinde begab sich nach Cevio, wo man sich im Grotto von Federico Franci stärkte. Um 19:00 Uhr fuhren die meisten mit dem Abendzug nach Locarno zurück.

## Beschreibung
Das Denkmal steht bei der Unfallstelle, rechts der Kapelle San Defendente an einer Felswand, und besteht aus Granit aus dem Maggiatal. In seiner Form ist es einer klassischen Ädikula nachempfunden, weist aber keinen Giebel auf, sondern besteht lediglich aus Fundament, Pilastern, Architrav und auskragendem Gesims.
Im Mittelfeld ist ein von Remo Rossi gestaltetes Bronzemedaillon eingelassen. Das Relief mit dem Titel Il dolore («Der Schmerz») zeigt einen Arbeiter, der sich auf die Speichen eines Eisenbahnrads stützt.
Darunter steht die von Giuseppe Zoppi verfasste Inschrift:
«NEI GORGHI DI QUESTO FIUME
PERIRONO IL 31 MAGGIO 1923
ADAMINA LUIGI DA ORSELINA
CATTI FRANCESCO DA LOCARNO
MAGGINI ENRICO DA SOLDUNO
ZAMARONI PIERINO DA AVEGNO
CONGIUNTI NELLA MORTE
COME NEL QUOTIDIANO DOVERE
ONDE SON QUI RICORDATI
PERENNEMENTE»
«In den Strudeln dieses Flusses kamen am 31. März 1923 ums Leben: Luigi Adamina aus Orselina, Francesco Catti aus Locarno, Enrico Maggini aus Solduno, Pierino Zamaroni aus Avegno. Im Tode wie in der täglichen Pflicht vereint, möge man ihrer ewig gedenken.»